# Eiko Yamada
Eiko Hisamura (jap. 久村 栄子 Hisamura Eiko; bardziej znana jako Eiko Yamada (jap. 山田 栄子 Yamada Eiko), ur. 13 czerwca 1954) – japońska aktorka głosowa.

## Wybrana filmografia

### Seriale anime
- 1979: Ania z Zielonego Wzgórza jako Ania
- 1983: Ordy jako Satoru
- 1985: Mała księżniczka jako Lavinia
- 1986: Pollyanna jako Jimmy
- 1986: Opowieści z Klonowego Miasteczka jako Stella
- 1988: Mały lord jako Jane
- 1991: Kot w butach jako Hans